# Dida
Nélson de Jesus Silva, mest känd som Dida, född 7 oktober 1973 i Irará i Brasilien, är en före detta brasiliansk fotbollsmålvakt.
När Dida kom till AC Milan var det flera som ansåg att han var en felinvestering, men han blev ändå en av världens bästa fotbollsmålvakter. Han vann med Brasilien VM i fotboll 2002 utan att ha spelat någonting. Men efter sina lyckade säsonger i Milan blev han Brasiliens förstemålvakt.
Han är en av endast två målvakter i Milans historia att spela över 200 Serie A matcher, Dida vann UEFA Champions League två gånger: 2003 och 2007, den förstnämnda efter att han räddat tre straffar i en straffläggning mot Juventus FC.
Han är också den första tvåfaldiga vinnaren av VM för klubblag, den konstituerande vinnaren av FIFPro Målvakt of the Year, och en femfaldig kandidat till IFFHS utmärkelse Världens bästa målvakt. År 2003 blev Dida den första brasilianska målvakten vara nominerad till Ballon d'Or, där han var nominerad ännu en gång 2005.
Dida fick spela ute i en träningsmatch mot Indonesia XI, han spelade som anfallare och nickade in ett mål.

## Karriär

### Tidig karriär
Dida påbörjade sin karriär i Cruzeiro de Arapiraca, en liten fotbollsklubb i Alagoano, när han var 16 år gammal. Två säsonger senare återvände han hem och till klubben EC Vitória, då de vann Bahia-mästerskapen i fotboll 1992. 1993 var han förstemålvakt i Brasiliens U20-lag när de vann U21-VM i fotboll.

### AC Milan
Dida spelade i Milan under 2000 till 2010, han är ihågkommen för sina spektakulära räddningar men också för många tabbar och filmningar. Dida vann två Champions League med klubben, 2003 och 2007, fler personer började för första gången få upp ögonen för honom när han räddade 3 straffar i Champions League finalen på Old Trafford 2003 mot Juventus.
Dida tog 2010 ett uppehåll efter att hans kontrakt gått ut med Milan.

### Portuguesa
Den 24 maj 2012 skrev Dida på ett kontrakt med Portuguesa som sträckte sig till slutet av säsongen, där slutade en nästan två års uppehållsperiod från fotbollen efter att han i juni 2010 lämnat Milan.

### Grêmio
Den 19 december 2012 gick Dida till Grêmio för en okänd transfersumma och okänd kontraktstid.

### Internacional
Den följande säsongen, 2014, blev Dida klar för Grêmios främsta rivaler, Internacional. Han presenteras den 26 december 2013 och tackade för klubbens förtroende. Eftersom hans avsikt var att stanna i Porto Alegre, sade han att han är inte rädd över rivaliteten med sin gamla klubb. År 2015 avslutade han sin karriär.

## Meriter
- Serie A: 2003/2004
- U20-VM: 1993
- Copa do Brasil: 1996 (Cruzeiro) och 2002 (Corinthians)
- Campeonato Brasileiro: 1999
- Copa Libertadores: 1997
- Världsmästerskapet i fotboll för klubblag: 2000
- Champions League: 2002/2003 och 2006/2007
- Coppa Italia: 2002/2003
- Uefa Super Cup: 2003
- VM i fotboll: 2002
- Copa América: 1999
- FIFA Confederations Cup: 1997 och 2005
- Årets målvakt i Serie A i fotboll: 2004
- Årets målvakt enligt IFFHS: Nominerad fyra gånger.
- Årets målvakt enligt FIFPro: 2005
- Le ballon d'or: Nominerad två gånger.